# Chiến dịch tấn công Smolensk–Roslavl
Chiến dịch tấn công Smolensk–Roslavl là hoạt động quân sự lớn của quân đội Liên Xô trong giai đoạn kết thúc các chiến dịch tiến công trên hướng Smolensk năm 1943. Từ ngày 15 tháng 9 đến ngày 3 tháng 10 năm 1943, Phương diện quân Tây (Liên Xô) đã tiếp tục phát huy chiến quả của Chiến dịch tấn công Yelnya-Dorogobuzh, đánh thiệt hại nặng Tập đoàn quân 4 và Quân đoàn xe tăng 56 trên cánh trái của Tập đoàn quân 9 (Đức). Với sự phối hợp của Phương diện quân Kalinin, các tập đoàn quân 5 và 31 của Phương diện quân Tây đã bẻ gãy sức kháng cự của Quân đoàn xe tăng 39 (Đức) tại Yartsevo, cụm cứ điểm duy nhất còn lại trên tuyến phòng thủ thứ nhất của Tập đoàn quân 4 (Đức). Sau khi loại bỏ nguy cơ hở sườn phải trên hướng Yartsevo, cả tám tập đoàn quân của Phương diện quân Tây đều đồng loạt tấn công, đánh bại 21 sư đoàn Đức, đẩy lùi quân Đức về phía Tây từ 150 đến 200 km, đánh chiếm Smolensk và Roslavl, các cửa ngõ phía đông của Cụm tập đoàn quân Trung tâm (Đức); tạo dựng các bàn đạp quan trọng trên tuyến sông Dniepr và Pronya phục vụ cho các chiến dịch tấn công quân Đức tại Byelorussia trong năm 1944.

## Tình huống mặt trận
Sau Chiến dịch tấn công Yelnya-Dorogobuzh, các tập đoàn quân cận vệ 10, 21, 33, 10 và 49 (Liên Xô) đã tiến đến phòng tuyến sông Desna, chỉ còn cách tuyến Smolensk - Pochinok - Roslavl từ 35 đến 60 km. Riêng khu vực Yartsevo do Quân đoàn xe tăng 39 (Đức) phòng thủ, các tập đoàn quân 31, 5 và 68 vẫn chưa vượt qua thượng nguồn sông Volga và phải dừng lại cách Yartsevo 10 km về phía Đông. Trên cánh Bắc, ngày 14 tháng 9, Phương diện quân Kalinin đã phát động Chiến dịch tấn công Dukhovshchina-Demidov và ngay trong ngày đầu tiên đã tiến quân từ 8 đến 13 km. Ở phía Nam, ngày 1 tháng 9, Tập đoàn quân 50 và Quân đoàn kỵ binh cận vệ 2 từ dải tấn công của Tập đoàn quân 10 đã triển khai cuộc tấn công dọc sông Desna, mở màn cho Chiến dịch tấn công Bryansk.
Cụm tập đoàn quân Trung tâm (Đức) sau khi bị đánh bật khỏi Yelnya và Dorogobuzh đang cố gắng ổn định tuyến phòng thủ trên sông Desna. Tuy nhiên, sau trận Kursk, lực lượng dự bị của quân đội Đức Quốc xã đang vơi cạn dần. Nhiều sư đoàn Đức được rút từ Pháp, Đan Mạch và Balkan sang đã phải ném vào mặt trận sông Dniepr để đối phó với cuộc tiến công đồng thời của cả bốn phương diện quân Liên Xô đang triển khai Chiến dịch giải phóng tả ngạn Ukraina. Cụm tập đoàn quân Bắc (Đức) gồm các tập đoàn quân 16 và 18 sau thất bại trong Chiến dịch Tia Lửa đã phải liên tiếp chịu các đòn tấn công tổng lực của các phương diện quân Leningrad, Volkhov và Tây Bắc (Liên Xô), không thể còn một sư đoàn nào rảnh rỗi để tăng cường cho hướng trung tâm mặt trận Xô-Đức.
Phương diện quân Tây được tăng cường Quân đoàn kỵ binh cận vệ 3 do STAVKA điều từ Phương diện quân Kalinin đến ngày 10 tháng 9. Quân đoàn xe tăng cận vệ 2 và Quân đoàn cơ giới 5 cũng được củng cố, bổ sung sau những tổn thất trong hai chiến dịch trước đó. Mỗi quân đoàn đã có đủ biên chế 4 lữ đoàn xe tăng và cơ giới, từ 1 đến 2 trung đoàn pháo tự hành cũng các trung đoàn pháo binh, phòng không, công binh và các đơn vị hậu cần, kỹ thuật đảm bảo khác. Các tập đoàn quân bộ binh đã tổ chức đủ biên chế gồm từ 2 đến 3 quân đoàn bộ binh và 1 đến 3 sư đoàn bộ binh độc lập. Riêng Tập đoàn quân 5 chỉ có 4 sư đoàn bộ binh đang chờ bổ sung biên chế nhưng vẫn phải tiếp tục nhiệm vụ đánh chiếm Yartsevo cùng với Tập đoàn quân 31.

## Binh lực và kế hoạch

### Quân đội Liên Xô
Phương diện quân Tây (tư lệnh: Đại tướng V. D. Sokolovsky, tham mưu trưởng: Trung tướng A. P. Pokrovskiy)
- Tập đoàn quân 31 do trung tướng V. A. Gluzdovskiy chỉ huy, thành phần gồm có:
  - Bộ binh: Các quân đoàn bộ binh 36 và 71, tổng cộng 6 sư đoàn.
  - Pháo binh: 4 trung đoàn lựu pháo, 2 trung đoàn pháo chóng tăng, 2 trung đoàn súng cối, 4 trung đoàn phòng không.
  - Thiết giáp: Lữ đoàn xe tăng 42, Trung đoàn pháo tự hành cận vệ 2, Trung đoàn cơ giới 52.
  - Công binh: 1 lữ đoàn công binh hỗn hợp, 2 tiểu đoàn công binh công trình, 2 tiểu đoàn rà phá mìn.
- Tập đoàn quân 5 do trung tướng V. S. Polenov (đến tháng 10 năm 1943) và trung tướng N. I. Krylov chỉ huy. Thành phần gồm có:
  - Bộ binh: Các sư đoàn 207, 312
  - Pháo binh: 1 trung đoàn lựu pháo, 1 trung đoàn pháo chống tăng, 1 trung đoàn súng cối và 2 trung đoàn phòng không.
  - Công binh: 2 tiểu đoàn công binh hỗn hợp.
- Tập đoàn quân 68 do trung tướng Ye. P. Zhuravlyov chỉ huy, thành phần gồm có:
  - Bộ binh: các quân đoàn 45, 72 và 81, tổng cộng 6 sư đoàn.
  - Pháo binh: 1 trung đoàn lựu pháo, 1 trung đoàn pháo chống tăng, 2 trung đoàn súng cối và 1 trung đoàn phòng không.
  - Thiết giáp: Các trung đoàn pháo tự hành 1435 và 1445.
  - Công binh: 2 tiểu đoàn công binh hỗn hợp
- Tập đoàn quân cận vệ 10 do trung tướng K. P. Trubnikov (đến tháng 9 năm 1943) và trung tướng A. V. Sukhomlin chỉ huy, thành phần gồm có:
  - Bộ binh: Các quân đoàn cận vệ 7, 15 và 19, tổng cộng 7 sư đoàn.
  - Pháo binh: 2 lữ đoàn pháo nòng dài, 2 lữ đoàn Katyusha, 3 trung đoàn lựu pháo, 1 lữ đoàn và 1 trung đoàn pháo chống tăng, 1 sư đoàn và 1 trung đoàn súng cối, 1 sư đoàn và 3 trung đoàn phòng không.
  - Thiết giáp: Lữ đoàn xe tăng 153, Trung đoàn xe tăng 119.
  - Công binh: 1 lữ đoàn và 2 tiểu đoàn công binh hỗn hợp.
- Tập đoàn quân 21 do trung tướng N. I. Krylov (đến tháng 10 năm 1943) và trung tướng Ye. P. Zhuravlyov chỉ huy. Thành phần gồm có:
  - Bộ binh: Các quân đoàn 61, 69 và sư đoàn 63, tổng cộng 7 sư đoàn.
  - Pháo binh: 1 trung đoàn pháo nòng dài, 1 trung đoàn lựu pháo, 2 trung đoàn súng cối, 1 sư đoàn và 2 trung đoàn phòng không.
  - Thiết giáp: Quân đoàn xe tăng cận vệ 2 (gồm 3 lữ đoàn xe tăng cận vệ, 1 lữ đoàn cơ giới cận vệ, 2 trung đoàn pháo tự hành, 1 tiểu đoàn trinh sát cơ giới, 2 trung đoàn pháo chống tăng, 1 trung đoàn súng cối và 1 trung đoàn phòng không); Lữ đoàn xe tăng cận vệ 23, các trung đoàn xe tăng 248 và cận vệ 64, các trung đoàn pháo tự hành 1494 và 1830.
  - Công binh: 1 lữ đoàn công binh hồn hợp, 2 tiểu fddoafn công binh cầu đuwofng và 2 tiểu đoàn rà phá mìn.
- Tập đoàn quân 33 do trung tướng V. N. Gordov chỉ huy, thành phần gồm có:
  - Bộ binh: các quân đoàn 65 và 70 (4 sư đoàn), các sư đoàn độc lập 42, 164, 173, 222 và 290.
  - Pháo binh: 2 trung đoàn pháo nòng dài, 3 trung đoàn pháo chống tăng, 2 trung đoàn súng cối, 1 sư đoàn và 3 trung đoàn phòng không.
  - Thiết giáp: 2 lữ đoàn, 1 trung đoàn và 1 tiểu đoàn xe tăng, 1 trung đoàn pháo tự hành.
  - Công binh: 2 tiểu đoàn công binh hỗn hợp.
- Tập đoàn quân 49 do trung tướng I. T. Grishin chỉ huy. Thành phần gồm có:
  - Bộ binh: Quân đoàn 62 (2 sư đoàn), các sư đoàn 277, 344, 352 và lữ đoàn 36.
  - Pháo binh: 1 trung đoàn lựu pháo, 1 trung đoàn pháo chống tăng, 2 trung đoàn súng cối, 3 trung đoàn phòng không.
  - Thiết giáp: Lữ đoàn xe tăng 196 và tiểu đoàn trinh sát cơ giới 6.
  - Công binh: 2 tiểu đoàn công binh hỗn hợp.
- Tập đoàn quân 10 do trung tướng V. S. Popov chỉ huy. Thành phần gồm có:
  - Bộ binh: Các quân đoàn 38 và 49, tổng cộng 6 sư đoàn.
  - Pháo binh: 1 trung đoàn Katyusha, 5 trung đoàn lựu pháo, 3 trung đoàn pháo chống tăng, 2 trung đoàn súng cối và 1 trung đoàn phòng không.
  - Thiết giáp: Tiểu đoàn 1 trinh sát cơ giới.
  - Công binh: 3 tiểu đoàn công binh hỗn hợp.
- Tập đoàn quân không quân 1 do trung tướng M. M. Gromov chỉ huy. Thành phần gồm có:
  - Máy bay tiêm kích: 4 sư đoàn.
  - Máy bay cường kích: 2 sư đoàn.
  - Máy bay ném bom: 2 sư đoàn.
  - Máy bay vận tải: 5 trung đoàn
  - Máy bay trinh sát, liên lạc: 2 trung đoàn
  - Máy bay cứu hộ: 1 trung đoàn
  - Pháo phòng không: 5 trung đoàn.
- Lực lượng dự bị trực thuộc tư lệnh Phương diện quân:
  - Bộ binh: Sư đoàn bộ binh Ba Lan 1, các sư đoàn bộ binh xung kích 152, 154.
  - Kỵ binh: các quân đoàn kỵ binh cận vệ 3 và 6 (6 sư đoàn kỵ binh, 1 trung đoàn pháo tự hành, 2 trung đoàn pháo chống tăng, 4 trung đoàn súng cối và 2 trung đoàn phòng không.
  - Pháo binh: 1 quân đoàn và 2 sư đoàn pháo binh tầm xa (bao gồm cả Katyusha), 1 sư đoàn súng cối 120 mm, 5 trung đoàn pháo nòng dài, 2 trung đoàn lựu pháo, 1 lữ đoàn pháo chống tăng, 1 lữ đoàn và 1 trung đoàn súng cối 81 mm, 1 sư đoàn và 4 trung đoàn phòng không.
  - Thiết giáp: Quân đoàn cơ giới 5 (gồm 3 lữ đoàn cơ giới, 1 lữ đoàn xe tăng, 1 trung đoàn pháo tự hành, 1 tiểu đoàn trinh sát cơ giới, 2 trung đoàn pháo chống tăng, 2 trung đoàn súng cối, 1 trung đoàn phòng không); các lữ đoàn xe tăng độc lập 94, 120, 213 và cận vệ 2; các trung đoàn xe tăng độc lập 58, 63, 161 và 187, các tiểu đoàn xe bọc thép trinh sát 12 và 41.

Theo kế hoạch, đòn đánh chính của Phương diện quân Tây sẽ do Tập đoàn quân cận vệ 10, các tập đoàn quân 21 và 33 đảm nhiệm, tiến công theo hướng Pochinok - Orsha. Mũi trợ công cánh phải gồm các tập đoàn quân 31, 5 và 68 sẽ đánh vào Smolensk. Mũi trợ công cánh trái gồm các tập đoàn quân 10 và 49 sẽ đánh vào Roslavl. Riêng các tập đoàn quân 5 và 31 có nhiệm phải giải quyết dứt điểm cụm phòng thủ Yartsevo do Quân đoàn xe tăng 39 (Đức) đóng giữ ngay trong những ngày đầu của chiến dịch.

### Quân đội Đức Quốc xã
Cụm Tập đoàn quân Trung tâm (tư lệnh: thống chế Günther von Kluge)
- Cánh phải của Tập đoàn quân số 4 do thượng tướng Gotthard Heinrici chỉ huy. Thành phần trên mặt trận gồm có:
  - Quân đoàn xe tăng 39 do tướng Robert Martinek chỉ huy. Biên chế gồm có:
    - Sư đoàn xe tăng 25 của tướng Georg Jauer được điều từ Pháp sang ngày 5 tháng 9, gồm các trung đoàn xe tăng 9, 146, 147; Trung đoàn pháo tự hành 91; các trung đoàn pháo binh 87, 297, các tiểu đoàn trinh sát, công binh, kỹ thuật.
    - Sư đoàn cơ giới 18 của tướng Karl-Ludwig Zutavern, gồm các trung đoàn xe tăng 30, 51; Tiểu đoàn xe tăng hạng nặng 118; Trung đoàn cơ giới 118, Trung đoàn pháo binh 18, các tiểu đoàn trinh sát, công binh, kỹ thuật trực thuộc sư đoàn.
    - Sư đoàn bộ binh 337 của tướng Otto Schünemann gồm các trung đoàn bộ binh 688, 689, 690, Trung đoàn pháo binh 337, các tiểu đoàn cơ giới, pháo chống tăng, trinh sát, công binh trực thuộc.

  - Quân đoàn bộ binh 12 do tướng Kurt von Tippelskirch chỉ huy. Biên chế gồm có:
    - Sư đoàn bộ binh 260 của tướng Dietrich von Choltitz gồm các trung đoàn bộ binh 460, 470, 480; Trung đoàn pháo binh 260, các tiểu đoàn pháo chống tăng, cơ giới, trinh sát, công binh trực thuộc.
    - Sư đoàn bộ binh 267 của tướng Otto Drescher gồm các trung đoàn bộ binh 467, 487, 497; Trung đoàn pháo binh 267, các tiểu đoàn pháo chống tăng, cơ giới, trinh sát, công binh trực thuộc.
    - Sư đoàn bộ binh 268 của tướng Heinrich Greiner gồm các trung đoàn bộ binh 468, 488, 499; Trung đoàn pháo binh 268, các tiểu đoàn pháo chống tăng, cơ giới, trinh sát, công binh trực thuộc.

  - Quân đoàn bộ binh 9 do tướng Hans Schmidt chỉ huy. Biên chế gồm có:
    - Sư đoàn bộ binh 35 của tướng Ludwig Merker gồm các trung đoàn bộ binh 34, 109, 111; các trung đoàn pháo binh 35, 71; các tiểu đoàn pháo chống tăng, trinh sát, công binh.
    - Sư đoàn bộ binh 252 của tướng Melze gồm các trung đoàn bộ binh 452, 461, 472, Trung đoàn pháo binh 252, các tiểu đoàn pháo chống tăng, trinh sát, công binh.
    - Sư đoàn bộ binh 342 của tướng Heinrich Nickel gồm các trung đoàn bộ binh 697, 698, 699; Trung đoàn pháo binh 342; các tiểu đoàn pháo chống tăng, trinh sát, công binh.
- Cánh trái của Tập đoàn quân số 9 do thượng tướng Walter Model chỉ huy. Thành phần gồm có:
  - Quân đoàn xe tăng 56 do tướng Friedrich Hoßbach chỉ huy. Biên chế gốm có:
    - Sư đoàn xe tăng 5 của tướng Karl Decker gồm các trung đoàn xe tăng 13, 14, 31; Trung đoàn pháo tự hành 116, Trung đoàn pháo binh 6, các tiểu đoàn cơ giới, trinh sát, công binh và kỹ thuật trực thuộc sư đoàn.
    - Sư đoàn xe tăng 12 của tướng Erpo Freiherr von Bodenhausen gồm các trung đoàn xe tăng 5, 25, 29; các tiểu đoàn xe tăng 2, 32, các tiểu đoàn pháo binh, súng cối, trinh sát, công binh, kỹ thuật trực thuộc sư đoàn.
    - Sư đoàn xe tăng 4 của tướng Dietrich von Saucken gồm các trung đoàn xe tăng 12, 33, 35; Trung đoàn pháo tự hành 103, Trung đoàn pháo binh 4, các tiểu đoàn xe tăng độc lập 4, 79, các tiểu đoàn trinh sát, công binh, kỹ thuật trực thuộc sư đoàn.
    - Sư đoàn bảo an 203 của tướng Rudolf Pilz gồm các trung đoàn bộ bbinh 608, 613; Trung đoàn pháo binh 507, các tiểu đoàn trinh sát, cơ giới.
    - Sư đoàn bộ binh 131 của tướng Heinrich Meyer-Bürdorf gồm các trung đoàn bộ binh 431, 432, 434; Trung đoàn pháo binh 131, các tiểu đoàn pháo chống tăng, trinh sát, công binh.
- Không quân: Tập đoàn không quân số 6 của Thống chế Robert Ritter von Greim. Gồm có:
  - Quân đoàn không quân 24 (còn gọi là Quân đoàn không quân Moskva) của tướng Veit Fischer đóng tại Smolensk, tháng 9 năm 1943 chuyển về Minsk
  - Các sư đoàn không quân tiêm kích độc lập 1, 3, 4
  - Các sư đoàn không quân cường kích-ném bom 12, 18, 23.

Tổng cộng binh lực có 21 sư đoàn với 5 sư đoàn thiết giáp và cơ giới

## Diễn biến

### Đột phá Yartsevo
Yartsevo là cụm cứ điểm phòng thủ cuối cùng trên tuyến phòng thủ vòng ngoài của Cụm tập đoàn quân Trung tâm (Đức) trên khu vực phía Đông Smolensk. Từ tháng 7 năm 1941 đến tháng 9 năm 1941, thành phố này đã bị quân đội Đức Quốc xã và quân đội Liên Xô giật đi giành lại vài lần trong Trận Smolensk. Vào thời điểm cuối năm 1943, cụm cứ điểm của quân Đức đóng tại đây không những là một trong các cửa ngõ vào Smolensk mà còn uy hiếp sườn trái của Phương diện quân Kalinin và sườn phải của Phương diện quân Tây (Liên Xô). Vì vậy, một trong những nhiệm vụ được quân đội Liên Xô kiên trì thực hiện xuyên suốt chuỗi chiến dịch trên khu vực Smolensk trong hè thu năm 1943 là thủ tiêu cụm cứ điểm này. Trong giai đoạn cuối của chiến dịch Smolensk, các tập đoàn quân 31, 5 và cánh phải của Tập đoàn quân 68 được giao nhiệm vụ này. Rút kinh nghiệm thất bại của Tập đoàn quân 31 trong các chiến dịch trước đó, lần này, Bộ tư lệnh Phương diện quân Tây không chọn biện pháp đột kích vào Yartsevo mà đánh vòng qua nó. Các trận đánh sẽ diễn ra đồng thời với các tập đoàn quân của cả hai phương diện quân Tây và Kalinin. Cuộc tấn công được sự tăng cường của pháo binh phương diện quân lên đến 150 nòng súng/km chính diện và sự yểm hộ Tập đoàn quân không quân 1.
6 giờ sáng ngày 15 tháng 9, các cỡ pháo của quân đội Liên Xô bắt đầu bắn phá dọc theo các tuyến đường sắt và đường bộ từ Vyazma đi Yartsevo. Mật độ pháo kích đặc biệt dày đặc tại khu vực bàn đạp của Tập đoàn quân 5 trên bờ Bắc thượng nguồn sông Dniepr. Các sư đoàn bộ binh 113, 337 và Sư đoàn cơ giới 18 (Đức) đang đón chờ cuộc tấn công tại đây. Lợi dụng việc tướng Gotthard Heinrici điều Sư đoàn xe tăng 25 đến cứu nguy cho khu vực Dukhovshchina, Tập đoàn quân 31 đã vượt sông Vop tại phía Bắc Yartsevo. 9 giờ sáng 15 tháng 9, Lữ đoàn xe tăng 42, Trung đoàn cơ giới 52 và Quân đoàn bộ binh 36 đã vượt sang bờ Tây sông Vop và ào ạt tiến công về hướng Kalodnya (???). 10 giờ 30, Quân đoàn bộ binh 71 có Trung đoàn pháo tự hành cận vệ 2 dẫn đầu cũng sáng sông và tấn công vào phía Bắc Yartsevo. Đòn tấn công của Tập đoàn quân 31 đã chia cắt Quân đoàn xe tăng 39 (Đức) làm đôi. Sư đoàn xe tăng 25, Sư đoàn bộ binh 35 và Lữ đoàn kỵ binh cơ giới 1 SS bị mắc kẹt trong khu vực giữa hai con sông giữa hai con sông Tsarevich và Khmost. Sư đoàn cơ giới 18 và các sư đoàn bộ binh 113, 337 (Đức) buộc phải co cụm phòng thủ trong khu vực quanh Yartsevo.
10 giờ sáng 15 tháng 9, Tập đoàn quân 5 và cánh phải của Tập đoàn quân 68 (Liên Xô) cùng xuất phát tấn công từ bàn đạp Kovniki (???) nhằm vào phía Nam Yartsevo. 11 giờ sáng, tuyến phòng thủ của Sư đoàn bộ binh 337 phía Nam Yartsevo bị vỡ, Quân đoàn bộ binh 72 (Liên Xô) tiến đến ngoại vi phía Nam thành phố và các trung đoàn pháo tự hành 1435 và 1445 bắt đầu bắn phá các vị trí phòng thủ của quân Đức ở nội đô. Ở phía Đông, Quân đoàn bộ binh 45 (Tập đoàn quân 68) tiếp tục tấn công dọc theo đường sắt Vyazma - Yartsevo và chỉ còn cách thành phố vài km. Trước nguy cơ bị bao vây, đêm 15 tháng 9, tướng Otto Schünemann và tướng Karl-Ludwig Zutavern đều đề nghị lên tư lệnh Gotthard Heinrici cho rút quân. Tướng Gotthard Heinrici đồng ý mặc dù biết rằng đã quá muộn. Ngày 16 tháng 9, cả hai trung đoàn xe tăng của Sư đoàn cơ giới 18 (Đức) cố gắng phản kích vào Quân đoàn bộ binh 71 và Quân đoàn bộ binh 45 (Liên Xô) để yểm hộ cho các sư đoàn bộ binh 113 và 337 rút lui nhưng chỉ giữ được thành phố đến buổi trưa. 16 giờ chiều 16 tháng 9, Quân đoàn bộ binh 71 và Trung đoàn pháo tự hành cận vệ 2 tiến vào giải phóng Yartsevo.
Từ một thị trấn khá trù phú với 48,6 nghìn dân, đến khi được giải phóng, dân số Yartsevo chỉ còn lại vẻn vẹn hơn 100 người. Hơn hai chục nghìn người đã chết trong thời gian 2 năm quân Đức chiếm đóng thành phố, hơn 6.000 người bị bắt đi lao động cưỡng bức trong các trại tập trung Holocaust. Số còn lại tản cư chạy loạn và phiêu bạt ở nhiều nơi trên nước Nga. Toàn thành phố không còn lấy một ngôi nhà nguyên vẹn.

### Hướng Smolensk
Sau khi đánh chiếm Yartsevo, ngày 17 tháng 9, Tập đoàn quân 31 (Liên Xô) triển khai tấn công theo xa lộ Minsk về phía Bắc Smolensk, lần lượt đánh chiếm Grishino (ngày 19 tháng 9), Kuvshinovo (ngày 21 tháng 9) và đến ngày 22 tháng 9, Tập đoàn quân 31 đã có mặt ở Tây Bắc Smolensk, cách thành phố hơn 10 km. Ở phía Nam Yartsevo, Tập đoàn quân 5 với binh lực mỏng yếu hơn cũng từ bàn đạp Korovniki vượt sông Ustrozh tiến sang phía Tây. Ngày 23 tháng 8, Tập đoàn quân 68 sau khi vượt qua cứ điểm Chelnovaya đã bắt đầu triển khai tấn công vào cứ điểm Kolodnya trên cửa ngõ phía Đông Smolensk.
Ngày 23 tháng 9, Tập đoàn quân 31 chiếm nhà ga đầu mối đường sắt Kozensk, phía Bắc Smolensk và bắt đầu công kích các cứ điểm của quân Đức ở phía Bắc thành phố. Ngày 24 tháng 9, Tập đoàn quân 5 phối hợp với Quân đoàn bộ binh 72 (Tập đoàn quân 68) đánh lui cuộc phản kích của Sư đoàn bảo an 203 (Đức) có 27 xe tăng yểm hộ tại khu vực Kolodnya và bắt đầu tấn công vào Smolensk từ phía Đông. Chiều 24 tháng 9, quân Đức bắt đầu rút khỏi Smolensk theo con đường cao tốc Minsk - Moskva trong làn đạn bắn đuổi theo của pháo binh Liên Xô. 11 giờ ngày 25 tháng 9, Tập đoàn quân 31 từ phía Bắc tiến vào giải phóng thành phố, đi dầu là Sư đoàn bộ binh 133. 13 giờ cùng ngày, Tập đoàn quân 5 cũng tiến vào Smolensk từ phía Đông. Lữ đoàn công binh đặc nhiệm 42 (Liên Xô) của đại tá G. T. Sokolov bắt đầu tiến hành rà phá bom mìn để sớm mở thông các con đường giao thông quanh thành phố.
Sau khi đánh chiếm Smolensk, Bộ tư lệnh Phương diện quân Tây giao nhiệm vụ cho các tập đoàn quân 5, 31 và 68 tiếp tục tiến công để không chậm hơn ngày 10 đến 12 tháng 10 phải chiếm được Orsha. Ở phía Tây Bắc Smolensk, Tập đoàn quân 31 tiếp tục tấn công và đến ngày 29 tháng 9 đã chiếm được thị trấn Eliseevka, phía nam Rudnya 10 km trên đường phân giới mới giữa Phương diện quân Tây và Phương diện quân Kalinin. Từ phía Tây Nam Smolensk, Tập đoàn quân 5 và Tập đoàn quân 68 tấn công dọc theo đường sắt Smolensk Orsha, đánh chiếm các thị trấn Gusino và Krasny trong hành tiến. Ngày 31 tháng 9, Tập đoàn quân 68 mở cuộc đột kích dọc theo dòng chính sông Dniepr vào Dubrovna, cửa ngõ phía Đông Orsha nhưng không thành công. Sự hao hụt lớn về quân số và thiếu thốn đạn dược trầm trọng do hậu cần không theo kịp đã làm giảm sút nghiêm trọng sức chiến đấu của các tập đoàn quân Liên Xô. Trong quá trình đánh chiếm Smolensk, Sư đoàn bộ binh 133 đã có 1430 người thiệt mạng và 2742 người bị thương trên tổng quân số 6290 người vào lúc bắt đầu cuộc tấn công. Ngày 2 tháng 10, Bộ Tư lệnh Phương diện quân Tây lệnh cho các Tập đoàn quân 31 và 68 tổ chức phòng ngự trên tuyến mặt trận đã chiếm lĩnh từ Eliseevka đến ngã ba sông Dniepr và sông Lyad. Tập đoàn quân 5 quay trở lại Smolensk chờ bổ sung quân số và biên chế.

### Hướng Pochinok
Mặc dù có tên gọi là Chiến dịch Smolensk-Roslavl nhưng hướng tấn công trọng yếu của chiến dịch lại không nằm ở hai tuyến đường hướng về hai thành phố này. Rút kinh nghiệm các trận tấn công vào Yartsevo, Yelnya, Dorogobuzh trước đó, tướng V. D. Sokolovsky nhận thấy rằng cần phải đánh một đòn mạnh vào chỗ tiếp giáp giữa Quân đoàn xe tăng 39 và Quân đoàn bộ binh 12 (Đức), chia cắt Tập đoàn quân 4 và Tập đoàn quân 9 (Đức) mới có thể giải quyết chiến trường một cách dứt điểm. Do đó, Bộ tư lệnh Phương diện quân Tây đã chọn hướng Pochinok - Monastyrshchina - Krasny - Bayevo (???) làm hướng tấn công chính. Các lực lượng đột kích mạnh nhất của Phương diện quân Tây gồm Tập đoàn quân cận vệ 10, Quân đoàn xe tăng cận vệ 2, Quân đoàn cơ giới 5, Quân đoàn kỵ binh cận vệ 3 và Quân đoàn kỵ binh cận vệ 6 đều được huy động vào hướng tấn công này.
6 giờ sáng ngày 15 tháng 9, pháo binh của các tập đoàn quân 21, 33 và cận vệ 10 đã phát huy hỏa lực trong 2 giờ lién vào các vị trí phòng thủ của Quân đoàn bộ binh 12 (Đức) trên các điểm cao phía Tây Yelnya. Do không bị các dòng sông ngăn cản, Quân đoàn xe tăng cận vệ 2, Quân đoàn cơ giới 5 và Quân đoàn kỵ binh cận vệ 6 đã nhanh chóng tràn ngập lớp phòng thủ thứ nhất của Quân đoàn bộ binh 12 (Đức) trên tiền duyên. 15 giờ cùng ngày, cửa đột phá do xe tăng và kỵ binh Liên Xô mở ra đã bị khoét rộng đến 20 km, sâu 10 km. Ngày 17 tháng 9, Quân đoàn kỵ binh cận vệ 3 đã tiến ra tuyến sông Khmara (thượng nguồn sông Sozh), cắt đứt đường bộ Smolensk - Pochinok. Cùng ngày, Quân đoàn cận vệ 2 cũng cắt đứt đường sắt Smolensk - Pochinok tại ga Glinka. Ngày 19 tháng 9, Tập đoàn quân 33 đã tiếp cận các vị trí phòng thủ của Quân đoàn bộ binh 12 (Đức) ở phía Đông Pochinok. Ngày 20 tháng 9, Tập đoàn quân cận vệ 10 bẻ gãy sức kháng cự của Sư đoàn bộ binh 260 (Đức), đánh chiếm thị trấn Lapchyevo (???), phía bờ Tây sông Sozh.
Ở phía Nam Pochinok, ngày 19 tháng 9, Tập đoàn quân 49 đánh chiếm nhà ga Stodolishye, cắt đứt đường sắt Pochinok - Roslavl. Quân đoàn bộ binh 12 (Đức) phòng thủ trên khu vực bị chia cắt với Quân đoàn xe tăng 56 hoạt động trong khu vực Roslavl. Quân đoàn cơ giới 5 và Tập đoàn quân 33 dã đánh lui nhiều cuộc phản kích của Quân đoàn bộ binh 9 (Đức), vòng qua phía Nam Pochinok, vượt sông Sozh và tiến về Gogolevka. Trong một báo cáo gửi về Tổng hành dinh quân đội Đức Quốc xã, thượng tướng Friedrich Hoßbach, tư lệnh Quân đoàn xe tăng 56 viết:
| “                    | Mặc dù sự kháng cự mãnh liệt của các binh lính và sĩ quan đã giúp cho quân Đức giữ được một chiến tuyến nối liền. Nhưng không còn nghi ngờ gì nữa, với tình trạng tồi tệ của binh sĩ, việc thiếu hụt hoàn toàn các lực lượng dự bị, và việc các phòng tuyến của mỗi đơn vị bị buộc phải kéo dài ra đã ẩn giấu một nguy cơ rằng đợt tấn công lớn tiếp theo của Liên Xô sẽ khiến phòng tuyến chắp vá này - vốn được xây dựng nên với biết bao khó nhọc - sẽ sụp đổ tan tành. | ” |
| — Friedrich Hoßbach. | |   |

Trước tình huống bị bao vây và tiêu diệt, ngày 22 tháng 9, tướng Kurt von Tippelskirch ra lệnh di tản quân Đức khỏi khu vực Pochinok. Ngày 23 tháng 9, Quân đoàn kỵ binh cận vệ 6 tiến vào giải phóng Pochinok. Không dừng lại, ngày 25 tháng 9, Tập đoàn quân 33 và Quân đoàn kỵ binh cận vệ 6 tiến sang phía Tây, giải phóng thị trấn Monastyrshchina. Cùng ngày, Tập đoàn quân 49 phá vỡ tuyến phòng thủ của Sư đoàn bộ binh 267 (Đức) trên sông Sozh và vượt sông tại Khílavichi (???). Ngày 27 tháng 9, Sư đoàn xe tăng 4 (Đức) của tướng Dietrich von Saucken mở một trận phản kích từ điểm cao 244 vào sườn trái của Tập đoàn quân cận vệ 10 đang tấn công Krasny. Quân đoàn xe tăng cận vệ 2 (Liên Xô) đã xoay chính diện sang cánh trái, bẻ gãy cuộc phản kích này. Ngày 30 tháng 9, Tập đoàn quân cận vệ 10 đánh chiếm bàn đạp Lyady trên sông Bayev, chi lưu của sông Dniepr, Quân đoàn xe tăng cận vệ 2 đánh chiếm điểm cao 244. Ngày 1 tháng 10, Tập đoàn quân 21 đánh chiếm thị trấn Bayevo trên thượng nguồn sông Bayev. Cùng ngày, Tập đoàn quân 33 đã tiến đến tuyến sông Mereya, phía Đông thị trấn Lenino. Quân đoàn kỵ binh cận vệ 6 đánh chiếm thị trấn Gory (Hory), cắt đứt con đường bộ nối Mstislav (Mscislau) với Orsha. Cùng ngày, Tập đoàn quân 49 cũng đánh chiếm thị trấn Drybin và tiếp cận tuyến sông Pronya.

### Hướng Roslavl
Tập đoàn quân 10 (Liên Xô) có binh lực không lớn nhưng phải tấn công trên một trong ba hướng trọng yếu của chiến dịch. Phía trước tập đoàn quân là ba dải phòng ngự của Quân đoàn xe tăng 56 (Đức) dọc theo các tuyến sông Snopot, Desna và Oshtye. Trong đó có những cụm phòng ngự Mileevo, Snopot và Ekimovichi đều gồm các cứ điểm phòng thủ kiên cố. Để tăng cường cho Tập đoàn quân 10, tướng V. D. Sokolovsky đã rút từ lực lượng dự bị của phương diện quân các lữ đoàn xe tăng 196 và cận vệ 2, các trung đoàn xe tăng độc lập 63, 161 và Lữ đoàn công binh 12 phối thuộc cho Tập đoàn quân 10 sử dụng. Sư đoàn pháo binh 8 (pháo binh tầm xa) được cho Phương diện quân Bryansk "mượn" từ đầu tháng 9 năm 1943 cũng được điều trở lại đội hình của tập đoàn quân.
6 giờ sáng ngày 15 tháng 9, ánh lửa đạn pháo các tầm, các cỡ bừng sáng cả một góc trời phía Tây sông Snopot. Các vệt lửa kéo dài của đạn Katyusha át cả ánh bình minh đang rạng từ chân trời phía Đông. Cuộc pháo kích kéo dài 1 giờ 15 phút đã dìm toàn bộ tuyến phòng thủ sông Snopot của quân Đức trong biển lửa. 7 giờ 30 phút, các sư đoàn bộ binh 29, 30 và 85 (Liên Xô) đã vượt sông Snopot tại phía Bắc Mileevka dưới sự yểm hộ của Lữ đoàn xe tăng cận vệ 2. Cùng thời điểm, các sư đoàn bộ binh 95 và 290 cũng vượt sông ở phía nam Mileevka có Lữ đoàn xe tăng 196 mở đường. Tuyến phòng thủ của Sư đoàn bộ binh 131 (Đức) trên sông Snopot nhanh chóng bị đánh chiếm trong hai ngày. Chiều 16 tháng 9, Tập đoàn quân 10 đã tiến đến tuyến phòng thủ thứ hai của quân Đức trên tuyến sông Desna.
Ngày 18 tháng 9, Lữ đoàn công binh đặc nhiệm 12 (Liên Xô) đã bắc hai cây cầu phao, mỗi cây cầu dài 200 m đủ sức chịu tải 40 tấn quan sông Desna tại phía Nam Ekimovichi và phía Bắc Snopot. Họ cũng tổ chức được bốn bến vượt sông giữa hai cụm cứ điểm nói trên. Tập đoàn quân không quân 1 đã hoàn thành nhiệm vụ xua đuổi các máy bay cường kích Ju-87, bảo vệ các cầu phao và bến vượt. Cả ba trung đoàn pháo chống tăng, 5 trung đoàn lựu pháo và trung đoàn Katyusha duy nhất của Tập đoàn quân cũng được điều động đến gần các bến vượt. Rạng sáng ngày 19 tháng 9, trên sông Desna đã tái diễn màn pháo kích tổng hợp như trước đó mấy ngày đã diễn ra tại tuyến sông Snopot. Nhiều xe tăng Đức của Sư đoàn xe tăng 12 bị bắn cháy ngay tại các hố chôn âm dưới đất bởi hỏa lực Katyusha. Ngày 20 tháng 9, toàn bộ Tập đoàn quân 10 đã qua sông Desna, đánh chiếm các cứ điểm phòng ngự Snopot, Ekimovichi và tiếp tục tấn công về Roslavl.
Ngày 23 tháng 9, Pochinok bị quân đội Liên Xô đánh chiếm. Ở phía Nam, Tập đoàn quân 50 (Phương diện quân Bryansk) cũng đánh chiếm Prigorya và tiến nhanh về tuyến sông Iput. Quân Đức tại Roslavl không còn liên lạc với các sư đoàn cánh phải và cánh trái của Quân đoàn xe tăng 56 cũng như Quân đoàn bộ binh 12 đóng ở Stodolishe. Giống như những gì xảy ra tại Pochinok và Smolensk; ngày 24 tháng 9, tướng Friedrich Hoßbach buộc phải rút quân khỏi Roslavl. Ngày 25 tháng 9, Quân đoàn bộ binh 38 có Lữ đoàn xe tăng 196 dẫn đầu đã tiến vào giải phóng Roslav. Thị trấn Roslavl có lịch sử từ thế kỷ XII sau cuộc chiến đã trở thành một đống đổ nát, hoang tàn. Công viên của thị trấn ngổn ngang hầm hào, vũ khí, đồ dùng quân sự đã hư hỏng. Hầu như tất cả các ngôi nhà trong thị trấn đều sập đổ và vẫn còn cháy âm ỉ mấy ngày sau đó. Nhờ sự chỉ dẫn của người dân, Lữ đoàn xe tăng 196 (Liên Xô) đã tìm thấy một nhà tù của quân Đức trong thị trấn. Song, họ không cứu được ai. Quân Đức đã đốt trụi nhà tù này và thiêu chết hơn 700 tù nhân trong đó.
Ngày 27 tháng 9, Tập đoàn quân 10 tiếp tục tiến sang phía Tây, đánh chiếm Shumyachi và Petrovichi. Ngày 29 tháng 9, họ vượt sông Sozh và phối hợp với Tập đoàn quân 50 giải phóng Krychev, cánh phải của tập đoàn quân tiếp tục giải phóng Mtislavl và đánh chiếm các nhà ga đường sắt Khudotsy (???) và Veremyeki (???). Ngày 1 tháng 10, Tập đoàn quân 10 đã tiến đến tuyến sông Pronya, các thị trấn Chavusy trên đất Belarus 10 km. Ngày 2 tháng 10, họ được lệnh ngừng tấn công, hoàn thành chiến dịch giải phóng Roslavl và tiến sang phía Tây hơn 200 km, đạt cự ly tấn công xa nhất trong tất cả các tập đoàn quân của Phương diện quân Tây.

### Diễn biến sau chiến dịch
Từ tháng 10 đến tháng 11, các tập đoàn quân 31, 68, cận vệ 10, 21 và 33 đã bốn lần tổ chức các trận tấn công để vượt qua phòng tuyến của quân Đức ở phía Bắc và phía Nam sông Dniepr song quân đội Liên Xô không đạt kết quả nào đáng kể. Ở dải tấn công của các tập đoàn quân 31, 68 và cận vệ 10, sau hai tháng tấn công, quân đội Liên Xô chỉ tiến thêm được từ 1,5 đến 11 km. Ở phía Nam sông Dniepr, Tập đoàn quân 21 và Tập đoàn quân 33 hầu như dẫm chân tại chỗ. Nguyên soái N. N. Voronov đã mấy lần đề nghị Đại bản doanh cho dừng tấn công để củng cố lại đội hình, bổ sung quân số, tăng tích lũy đạn dược, nhiên liệu và lương thực nhưng không ai muốn nghe ông. Từ 23 tháng 12 năm 1943 đến ngày 6 tháng 1 năm 1944, từ ngày 8 đến 25 tháng 1 và từ ngày 3 đến 16 tháng 2 năm 1944, các tập đoàn quân 10, 68, 31 phối hợp với các tập đoàn quân 39 và 43 của Phương diện quân Kalinin đã liên tục mở ba chiến dịch tấn công trên khu vực phía Đông Vitebsk. Những trận đánh đẫm máu đã diễn ra song kết quả mà quân đội Liên Xô thu được rất hạn chế. Với tổng số 44 ngày tấn công, các tập đoàn quân của Phương diện quân Tây chỉ tiến sâu thêm từ 15 đến 18 km về phía Vitebsk. Trên khu vực tiếp cận Orsha, Tập đoàn quân 33 phải trả giá đắt mới chiếm được bàn đạp Lenino ở bờ Tây sông Mereya. Đúng là các trận tấn công tại đây đã giam chân nhiều sư đoàn mạnh của quân đội Đức Quốc xã và làm tiêu hao các sư đoàn này, song thiệt hại của quân đội Liên Xô cũng không nhỏ. Cuối tháng 2 năm 1944. STAVKA mới chịu ra lệnh ngừng hẳn các trận tấn công trên hướng Tây để chờ đến khi tập trung tích lũy đủ binh lực, đạn dược và phương tiện.

## Kết quả và đánh giá

### Kết quả
Kết thúc chiến dịch, Phương diện quân Tây đã đánh bại 21 sư đoàn Đức, tiêu diệt 5 sư đoàn, đánh thiệt hại nặng 12 sư đoàn khác, giải phóng các thành phố Smolensk, Roslavl và toàn bộ tỉnh Smolensk, đột phá sâu trung bình từ 80 đến 135 km ở cánh Bắc và từ 150 đến 250 km ở cánh Nam. Từ cuối tháng 9, Phương diện quân Tây bắt đầu tiến vào giải phóng những vùng lãnh thổ đầu tiên trên đất Byelorussia. Hoạt động của Phương diện quân Tây đã hỗ trợ rất nhiều cho diễn biến chiến cục tại các chiến dịch tại tả ngạn Ukraina. Để giữ Byelorussia, Cụm tập đoàn quân Trung tâm (Đức) đã không thể điều động dù chỉ một sư đoàn đi ứng cứu cho Cụm tập đoàn quân Nam đang bị vỡ thế trận trên các vùng Chernovtsy, Poltava, Donbas và trên sông Mius. Các đơn vị chiến đấu xuất sắc của Phương diện quân Tây trong chiến dịch này đã được trao thưởng các tên gọi danh dự mang tên các địa danh được giải phóng, như "Smolensk", "Roslavl" và "Yartsevo".
Mặc dù phải dừng các chiến dịch có tính chiến lược trên hướng Tây từ tháng 10 năm 1943 đến tháng 6 năm 1944 nhưng trong thời gian đó, Phương diện quân Tây, Phương diện quân Baltic 1 (nguyên là Phương diện quân Kalinin), Phương diện quân Byelorussia (trong thành phần có 4 tập đoàn quân của Phương diện quân Bryansk) vẫn mở nhiều chiến dịch nhỏ có tính địa phương nhằm tiêu hao sinh lực và làm suy yếu hệ thống phòng thủ của Cụm tập đoàn quân Trung tâm (Đức); đánh chiếm một số đầu cầu và bàn đạp quan trọng để bảo đảm thắng lợi cho các chiến dịch có tính chiến lược mùa hè 1944.

### Đánh giá
Khác với các chiến dịch trước đó hơn một tháng, Chiến dịch tấn công Smolensk–Roslavl được tổ chức đồng thời với Chiến dịch tấn công Dukhovshina-Demidov lần thứ hai và Chiến dịch tấn công Bryansk khiến cho quân Đức không thể tự do điều động các sư đoàn xe tăng để sử dụng trong tác chiến phòng ngự cơ động. Lực lượng không quân và pháo binh (Đức) cũng bị phân tán, không thể tập trung yểm hộ cho một hướng trọng điểm. Mũi tấn công chủ yếu gồm 1 quân đoàn xe tăng (cận vệ 2), 1 quân đoàn cơ giới (5) và 2 quân đoàn kỵ binh cận vệ (3, 6) đã tạo thành một cụm cơ động xung kích rất mạnh trên mũi chủ công, đủ sức hoàn thành nhiệm vụ đột phá sâu, chia cắt Tập đoàn quân 4 và Tập đoàn quân 9 (Đức), tạo thuận lợi rất lớn cho hai mũi phụ công hoàn thành nhanh chóng nhiệm vụ đánh chiếm Smolensk và Roslav. Công tác hậu cần đảm bảo đạn dược, nhiên liệu, lương thực... cho chiến dịch được tổ chức tốt. Số lượng đạn pháo dồi dào đủ để kéo dài các trận pháo kích chuẩn bị, phá hủy nghiêm trọng các công trình phòng thủ của quân Đức không chỉ ở tiền tuyên mà còn ở sâu trong các trung tâm phòng ngự. Việc tăng cường sức kéo cũng làm cho pháo binh trở nên cơ động hơn, nhanh chóng tiến theo sau và yểm hộ cho bộ binh, kỵ binh, thiết giáp, làm cho chiến dịch không bị đứt quãng.
Tại chiến dịch này, công tác trinh sát của quân đội Liên Xô được điều hành và chuẩn bị tốt hơn hẳn các chiến dịch trước. Phương diện quân Tây đã tổ chức tổng hợp các lực lượng trinh sát của quân báo, trinh sát pháo binh, trinh sát đường không, phối kiểm với các tin tức địch tình thu thập được từ các đội du kích, các tổ chức cộng sản hoạt động bí mật trong vùng quân Đức tạm chiếm để có một bức tranh tương đối đầy đủ về hệ thống phòng thủ của các tập đoàn quân 4 và 9 (Đức). Những tin tức này cho phép Bộ tư lệnh Phương diện quân Tây xác định hệ thống phòng thủ của Cụm tập đoàn quân Trung tâm (Đức) đã bộc lộ điểm yếu nhất tại khu vực có các gò đất cao là đầu nguồn của các con sông Desna và Sozh trên trục Yelnya - Pochinok. Từ đó, tập trung binh lực, phương tiện vào hướng đột kích này, bảo đảm nhanh chóng chọc thủng các tuyến phòng ngự của quân Đức.
Tuy đạt được những thành công lớn về chiến lược nhưng các hoạt động của Phương diện quân Tây vẫn mắc một số nhược điểm có tính chiến thuật và tổ chức. Trước hết, việc để cho Tập đoàn quân 5 bị "lép" (chỉ có 4 sư đoàn bộ binh) tham gia đột phá vào phía Nam Yartsevo đã làm cho Phương diện Tây bỏ lỡ cơ hội hợp vây cụm quân của Quân đoàn xe tăng 39 (Đức) đóng tại đây. Lợi dụng điều này, một số lớn quân Đức thuộc Sư đoàn cơ giới 18 và Sư đoàn bộ binh 337 (Đức) đã rút quân dọc theo sông Vop theo hướng Tây Nam và kéo quân về phòng thủ tại Kolodnya chống lại Tập đoàn quân 68. Chỉ có mũi tấn công vụ hồi từ hướng Bắc của Tập đoàn quân 31 mới giúp cánh Bắc của Phương diện quân Tây nhanh chóng giải quyết mục tiêu Smolensk. Tuy nhiên, các mũi tấn công vu hồi vào Smolensk cũng không đạt được mục tiêu bao vây và tiêu diệt chủ lực của Tập đoàn quân 4 (Đức) do các tập đoàn quân cánh Bắc của Phương diện quân Tây không dám mạo hiểm tiến sâu về phía Tây Smolensk. Mũi chủ công của Phương diện quân Tây có đến 4 binh đoàn xe tăng, cơ giới và kỵ binh mạnh nhưng chỉ được giao nhiệm vụ đột kích chia cắt mà không được giao nhiệm vụ vu hồi vào phía sau các cụm phòng thủ lớn của quân Đức tại Smolensk ở phía Bắc và Roslavl ở phía Nam.
Việc giao nhiệm vụ cho các tập đoàn quân phải tiến đến tuyến Vitebsk, Orsha, Mogilev trong giai đoạn cuối của chiến dịch là một nhiệm vụ quá sức đối với Phương diên quân Tây. Ngày 25 tháng 9, Nguyên soái N. N. Voronov đã cảnh báo STAVKA rằng cần bổ sung gấp từ 130 đến 150 xe tăng T-34 cho các lữ đoàn của Quân đoàn xe tăng cận vệ 2 và Quân đoàn cơ giới 5, bổ sung từ 20.000 đến 25.000 quân cho các sư đoàn bộ binh có số quân thương vong lớn. Tuy nhiên, trong khi viện binh và xe tăng vẫn chưa ra đến mật trận thì STAVK vẫn yêu cầu tiếp tục tấn công bằng mọi giá. Điều này đã dẫn đến sự "đuối sức" của các tập đoàn quân Liên Xô vào cuối chiến dịch và phải dừng lại trước "Phòng tuyến Panther Wotan" của Cụm tập đoàn quân Trung tâm (Đức) trên các tuyến sông Pronya và Bayev.
Quân đội Đức Quốc xã tuy đã suy yếu sau các chiến dịch trước đó nhưng vẫn còn đủ sức mạnh để lập hàng rào phòng thủ trên các tuyến sông, hạn chế tốc độ tấn công của quân đội Liên Xô để có thời gian rút các binh lực, phương tiện chủ yếu về giữ "Phòng tuyến Panther Wotan". Không quân Đức cũng đóng một vai trò quan trọng trong việc ngăn chặn tốc độ tấn công của quân đội Liên Xô. Khi Cụm tập đoàn quân Trung tâm (Đức) càng rút về phía Tây, tiền duyên của họ càng gần các sân bay hơn. Số lần xuất kích của các máy bay Đức tăng lên đáng kể. Nửa đầu tháng 9, trên khu vực tỉnh Smolensk, Tập đoàn quân không quân 6 (Đức) chỉ xuất kích được từ 500 đến 700 phi vụ nhưng đến nửa cuối tháng 9 đã tăng lên 1.200 phi vụ. Trong khi đó, Tập đoàn quân không quân 1 (Liên Xô) chưa thể nhanh chóng sử dụng các sân bay Smolensk, Pochinok và Roslavl do bị phá hoại nặng nề. Số lượng các phi vụ xuất kích của không quân Liên Xô giảm xuống chỉ còn từ 55 đến 65 phi vụ/ngày. Thời gian hoạt động chiến đấu trên không phận cũng bị rút ngắn do tiêu hao nhiều nhiên liệu hơn trên đường bay dài hơn đến mục tiêu cần bảo vệ.
Sai lầm có tính chiến lược của Cụm tập đoàn quân Trung tâm là họ vẫn cố gắng giữ tuyến phòng thủ trên các tuyến sông Vop và Desna trong khi lực lượng đã vơi cạn qua hai chiến dịch tấn công của Quân đội Liên Xô hồi tháng 8 và đầu tháng 9 năm 1943. Mặc dù thêm một lớp phòng thủ là thêm một chướng ngại ngăn cản khả năng tấn công của quân đội Liên Xô nhưng sông Vop cũng như thượng nguồn sông Desna đều hẹp và nông, không phải là các chướng ngại đáng kể. Các tuyến sông này tạo thành một "chỗ lồi", tuy không sâu bằng "chỗ lồi" Rzhev - Vyazma trước đó nhưng đã là cho mặt trận rộng ra, và mật độ bố trí quân buộc phải dãn cách lớn hơn. Nếu như mở đầu chiến dịch, toàn bộ trận tuyến dài đến gần 600 km thì đến khi kết thúc chiến dịch, nó chỉ còn 411 km. Việc để cho đoạn mặt trận tiếp giáp giữa Quân đoàn bộ binh 12 (Tập đoàn quân 4) và Quân đoàn xe tăng 56 (Tập đoàn quân 9) bị yếu cũng là một sai làm về chiến thuật phòng ngự của Cụm tập đoàn quân Trung tâm (Đức). Lý do của hiện tượng này là chủ lực Quân đoàn xe tăng 56 (Đức) đã bị hút vào việc đối phó với cuộc đột kích của Cụm kỵ binh-cơ giới Liên Xô trong Chiến dịch tấn công Bryansk khởi sự trước đó nửa tháng. Các sư đoàn xe tăng 12 và 20 đều bị thu hút sang dải tấn công của Phương diện quân Bryansk, tạo ra một lỗ hổng lớn của quân Đức trên hướng Pochinok.